# Mubarak al-Kabir
Mubarak al-Kabir (arab. ‏مبارك الكبير‎) – muhafaza we wschodnim Kuwejcie, ze stolicą w mieście Mubarak al-Kabir. W 2014 roku liczyła 230 tys. mieszkańców. Muhafizem jest szejk Ali al-Abd Allah as-Salim as-Sabah. Powstała w 2000 roku z wydzielenia z obszaru muhafazy Hawalli.
Graniczy z następującymi muhafazami: na północy z Hawalli, na zachodzie z Al-Farwanijją i na południu z Al-Ahmadi; na wschodzie ma dostęp do Zatoki Perskiej. W tym regionie koncentruje się głównie zabudowa mieszkalna.